# Coelophrys oblonga
Coelophrys oblonga es una especie de pez del género Coelophrys, familia Ogcocephalidae. Fue descrita científicamente por Smith & Radcliffe en 1912.
Se distribuye por la región del Pacífico Occidental: mar de Célebes, Indonesia. Especie batidemersal que puede alcanzar los 1393 metros de profundidad. Está clasificada como una especie marina inofensiva para el ser humano.